# Amanda Rookery
Koordinaten: 69° 15′ S, 76° 51′ O
Die Amanda Rookery ist eine Brutkolonie der Kaiserpinguine an der Ingrid-Christensen-Küste des ostantarktischen Prinzessin-Elisabeth-Lands. Sie liegt am Westufer der Hovdevika, einer Nebenbucht der Prydz Bay.
Wissenschaftler einer Kampagne der Australian National Antarctic Research Expeditions entdeckten sie am 26. August 1957 aus der Luft. Das Antarctic Names Committee of Australia benannte sie 1958 in Anlehnung an die in Australien geläufige Bezeichnung Amanda Bay für die Hovdevika, deren Namensgeberin die Tochter von Peter Hugh Clemence (1925–2019) ist, Staffelführer der Royal Australian Air Force für Antarktisflüge von der Mawson-Station im Jahr 1957.